# Feijoada à transmontana

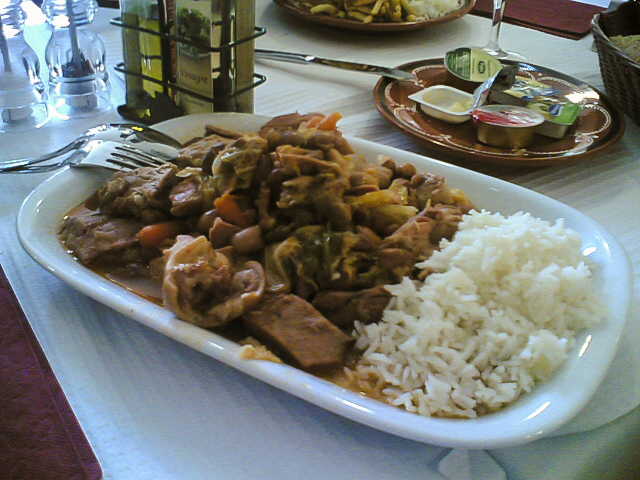
Feijoada à transmontana

A feijoada à transmontana é um dos pratos típicos da gastronomia portuguesa. Originário da região de Candedo, Vinhais em Trás-Os-Montes no norte de Portugal. É normalmente servida como parte das festividades tradicionais do Domingo Gordo, que cai imediatamente antes do Carnaval.
É um prato baseado num guisado de feijão vermelho cozinhado com uma mistura de carnes de porco, orelha, focinho e chispe de porco fumado com enchidos como chouriço de carne, chouriço de sangue (morcela) ou alheira. Pode também levar legumes como tomate, couve, cenoura e diversos condimentos como cominhos, colorau ou pimentão -doce ou folha de louro. 
A feijoada é acompanhada normalmente por arroz branco, arroz no forno ou um arroz de enchidos (similar ao cozido à portuguesa).
A origem é medieval, resultante de aproveitamento de restos de carne e vegetais em ensopados. Os ingredientes disponíveis eram usados todos juntos no mesmo tacho.
A feijoada transmontana é também a inspiração para a feijoada brasileira e todas as feijoadas comuns na culinária lusófona.